# Simon Fenton
Simon Fenton (Londra, 6 ottobre 1976) è un attore britannico.
Conosciuto per aver preso parte a produzioni cinematografiche di notevole successo quali i film La forza del singolo (1992) e Matinée (1993), Fenton ha ottenuto una candidatura agli Young Artist Awards nel 1993 per il ruolo drammatico da lui interpretato l'anno prima nel già citato film La forza del singolo.

## Filmografia parziale
- Tom's Midnight Garden (1989)
- Through the Dragon's Eye (1989)
- The Bill, episodio "Closing the Net" (1991)
- T-Bag and the Sunstones of Montezuma, episodio "Gone Fishing" (1992)
- La forza del singolo (The Power of One) (1992)
- Matinée (1993)
- Century Falls, episodi vari (1993)
- Chris Cross, 13 episodi (1993 - 1994)
- The Rector's Wife (1994)
- Castles, 24 episodi (1995)
- Grange Hill, 4 episodi (1997)
- Soldier Soldier, episodio "How Was It for You?" (1997)
- Un'americana alla corte di Re Artù (A Knight in Camelot) (1998)
- Harbour Lights, episodio "Prince Charming" (1999)
- Hearts and Bones, episodi vari (2000)
- Starhunter, episodio "The Man Who Sold the World" (2000)
- Band of Brothers - Fratelli al fronte (Band of Brothers), episodio "D-Day" ("Day of Days") (2001)
- The Bill, episodio "A Week of Nights: Part 1" (2001)
- The Bill (2002), episodi: "055"; "056"